# Мамбы
Ма́мбы (лат. Dendroaspis) — род змей из семейства аспидов, обитающих в Африке к югу Сахары.

## Описание
Крупные аспиды, общая длина (вместе с хвостом) достигает 1—3 м. Туловище длинное и стройное, покрыто гладкими чешуями без апикальных ямок, расположенными в 13—25 косых рядов. Голова узкая, по форме напоминает гроб. Глаза относительно мелкие, с круглыми зрачками. Скуловой щиток отсутствует. Носовой щиток разделённый. Межносовые и предлобные парные. Предглазничных 2—3, заглазничных 2—4, подглазничных 1—2. Верхнегубных щитков 7—9, при этом 1 или два из них касаются глаза. Нижнегубных щитков 8—13. Нижнечелюстных щитков 2 пары. На верхнечелюстной кости по одному крупному клыкоподобному зубу. На нижней челюсти 2 передних зуба сильно увеличены, что помогает им удерживать добычу в воздухе, когда приходится поедать её на ветвях дерева. Передние рёбра немного удлинённые, что позволяет мамбам их раздвигать с образованием узкого «капюшона». Брюшных щитков 210—282. Клоакальный щиток разделённый. Подхвостовых 94—131 пара. Хвост длинный и тонкий. Гемипенисы у самцов двудольные, с разделённой надвое на вершине бороздкой для выведения спермы.

## Распространение и образ жизни
Представители рода широко распространены в Тропической Африке от Сомали на востоке до Сенегала на западе и ЮАР на юге. Три вида ведут древесный образ жизни и населяют леса, а чёрная мамба обитает в саваннах, где может встречаться как на земле, так и на деревьях. Активны преимущественно в дневное время, хотя имеются сообщения о ночной активности у чёрной мамбы. Питаются мелкими млекопитающими, птицами и хамелеонами. Чёрная мамба активно преследует добычу, а древесные виды ловят из засады. После того, как мамбы настигают жертву, они совершают несколько быстрых бросков, кусая её, пока не подействует яд.
Это яйцекладущие змеи. В кладке по 6—17 яиц.

## Яд
Яд мамб исключительно токсичный и убивает мелкого грызуна за несколько секунд. Человек может погибнуть от укуса мамбы в течение получаса. После укуса мамбы пытаются укусить ещё несколько раз. Их яд содержит различные нейротоксины и обладает нервно-паралитическим свойством (жертва задыхается). Укус мамбы без принятия противоядия оканчивается, как правило, смертью. Наиболее опасным является укус в вену, так как для спасительной терапии остаются лишь считанные минуты. Это порождает обоснованный страх перед мамбами среди местного населения. Однако многочисленные рассказы о преднамеренном нападении мамб на людей являются проявлением фантазии. Подобные случаи если и происходили, то вызывались неожиданным столкновением с мамбами, которые в таких обстоятельствах обычно защищаются молниеносным укусом.

## Систематика
На август 2025 года в род включают 4 вида:
- Dendroaspis angusticeps (Smith, 1849) — Узкоголовая мамба
- Dendroaspis jamesoni (Traill, 1843) — Мамба Джеймсона
- Dendroaspis polylepis (Günther, 1864) — Чёрная мамба
- Dendroaspis viridis (Hallowell, 1844) — Зелёная мамба, или западная мамба

## Галерея
- Зелёная мамба
- Узкоголовая мамба
- Мамба Джеймсона